# Vinlandia antecedens
Vinlandia antecedens – gatunek prekambryjskiego zwierzęcia należącego do fauny z Ediacara, z monotypowego rodzaju Vinlandia. Gatunek zamieszkiwał tereny współczesnej Nowej Fundlandii. Vinlandia były bardzo podobne do Charnia masoni i Trepassia. Ciało zwierzęcia miało kształt jednobiegunowego liścia i było segmentowane.

## Systematyka
Klasyfikacja jest trudna do ustalenia. Takson jest obecnie lokowany w Rangeomorpha. Gatunek był pierwotnie zaliczany do rodzaju Charnia Ford, 1958, lecz po dokładniejszych badaniach morfologicznych został w 2007 zaliczony do odrębnego nowo utworzonego rodzaju Vinlandia. Nazwa rodzajowa pochodzi od „Vinland” – starej nordyckiej nazwy Nowej Fundlandii.

## Morfologia
Vinlandia były bardzo podobne do Charnia masoni. Ciało miało kształt jednobiegunowego liścia i było segmentowane. Zwierzę miało dwa rzędy podstawowych członków rozmieszczonych po obu stronach centralnej osi. Vinlandia odróżnia się od pokrewnych Trepassia i Charnia tendencją do bardziej promienistego niż równoległego ułożenia elementów „gałązek” w drugim rzędzie. Klasyfikacja ewentualnych innych gatunków w każdym z tych rodzajów może być prowadzona na podstawie oceny liczby odgałęzień i porównania kształtu.

## Występowanie
Gatunek należał do grupy fauny ediakarskiej, której najstarsze znane okazy znajdowane są w rejonie południowo-wschodniego wybrzeża Nowej Fundlandii. Holotyp V. antecedens (nr ROM 54348) został odkryty w Drook Formation, Conception Group, Mistaken Point Ecological Reserve w Nowej Fundlandii. Vinlandia żyły prawdopodobnie w płytkich wodach.

## Ekologia
V. antecedens najprawdopodobniej pożywiał się poprzez filtrowanie cząstek pokarmowych z wody.